# ГАЗ-М20 «Побєда»
ГАЗ-М-20 «Побєда» (рос. «Победа» — «Перемога») — радянський легковий автомобіль, який серійно виготовлявся на Горьківському автомобільному заводі в 1946—1958 роках.
Перший радянський легковий автомобіль із несучим кузовом і один із перших у світі великосерійних автомобілів з кузовом понтонного типу — без виступних крил і їх рудиментів, підніжок і фар.

## Передісторія
З початком німецько-радянської війни всі роботи над перспективними легковими автомобілями в СРСР були згорнуті, а основні потужності автозаводів завантажені випуском вантажівок та продукції військового призначення. 3 лютого 1943 року відбулася нарада Наркомату середньої промисловості, де було схвалено повоєнний модельний ряд запропонований із боку виробництва. Після цієї події у Горьківського заводу з'явилася повноцінна можливість повернутись до робіт над легковими автомобілями.
Існує легенда, що автомобіль хотіли назвати «Родіна» («Батьківщина»), але коли в червні 1944 Йосипу Сталіну показали зразок майбутнього серійного автомобіля, той запитав: «І за скільки ми Батьківщину продаватимемо?». Тоді Сталіну повідомили другий варіант назви, який було схвалено. Однак, насправді це просто один із численних міфів про «мудрого вождя», оскільки з самого початку проектування майбутнього автомобіля, у нього було закладено офіційну назву «Побєда», на честь скорої перемоги СРСР над Німеччиною. Назва «Батьківщина» пропонувалася для наступної моделі, М-21, і ніколи не виходила за стіни заводу.
Перші «Побєди» зійшли з конвеєра Горьківського автозаводу 28 червня 1946 року.

## Технічні особливості
ГАЗ-М20 був першим радянським автомобілем із тримальним кузовом і першим у світі автомобілем із кузовом «безкрилої» форми [джерело?], виконаним не для зовнішнього ефекту, а для прискорення й здешевлення виготовлення кузовних штампів і кращих аеродинамічних показників.
У салоні «Побєди» вільно розміщувалися 5 осіб, в автомобілі вперше були встановлені електричні покажчики поворотів, стоп-сигнали і звуковий сигнал високого і низького тонів. Відтоді двотональний сигнал став фірмовою особливістю автомобілів марки «ГАЗ». Машина також мала незалежну підвіску передніх коліс (уперше на автомобілях «ГАЗ»), гідравлічний привод гальм, 3-ступінчату коробку передач із синхронізаторами і V-подібне лобове скло, що стало відмінною рисою цієї моделі.
При спорядженій масі 1,46 т найбільша швидкість «Побєди» становила 105 км/год, розгін з місця до 100 км/год займав 46 с, а витрата палива — 11 л на 100 км. Для забезпечення економічності був обраний чотирициліндровий двигун робочим об'ємом 2,1 л замість 6-цилиндрового, що передбачалося в початковому варіанті.
За 12 років виробництва з конвеєра зійшли 235 999 автомобілів «Побєда».

## FSO Warszawa

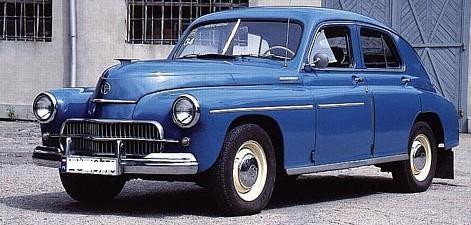
Warszawa M-20

Warszawa — сімейство польських автомобілів, перші з яких були копією радянської «Побєди» ГАЗ М-20. Проте з 1957 року у конструкцію вносились зміни — від суто декоративних до вдосконалення окремих вузлів та агрегатів. На відміну від радянського прототипу Warszawa мала більше модифікацій кузова — пікап, фургон, седан (у сучасному розумінні), універсал тощо. На агрегатах Warszawa побудовані такі «польські автолегенди» як Żuk, Nysa, Tarpan. 

## В ігровій і сувенірній індустрії
У 2010 році моделі М-20В «Побєда» бежевого і ГАЗ-М20 «Побєда» кабріолет сірого кольорів у масштабі 1/43 вийшли в рамках проєкту «Автолегенди СРСР» від видавництва «ДеАгостіні».
У 2010 році модель М-20 «Побєда» в масштабі 1:43 випущена в серії «Наш Автопром» ТОВ «Феран».
У 2011 році модель М-20А «Побєда» (таксі) в масштабі 1:43 вийшла в рамках проєкту «Автомобіль на службі» від видавництва «ДеАгостіні». У 2013 році фірма «ДеАгостіні» почала випускати збірну модель автомобіля масштабом 1:8 у колекції М-20 «Побєда». Крім того, у 2014 році в рамках «освіженої» версії модельної серії «Автолегенди СРСР. Найкраще» вийшла модель ГАЗ-М20В «Побєда» синьо-білого кольору. Крім того, модель М-20 «Побєда» в масштабі 1:43 випускається дрібносерійною модельною майстернею «Херсон Моделс».